# Empire (videogioco)
Empire è un videogioco strategico a turni sviluppato inizialmente per mainframe nel 1977 e poi convertito per vari personal computer nel 1987 con il titolo Empire: Wargame of the Century. Quest'ultima versione vinse il premio "gioco dell'anno" 1988 di Computer Gaming World; la rivista nel 1996 lo inseriva ancora tra i 150 migliori giochi di tutti i tempi.
Una versione potenziata, Empire Deluxe, venne pubblicata nel 1993, e un seguito, Empire II: The Art of War, nel 1995.

## Modalità di gioco
Fino a 3 giocatori umani o controllati dal computer combattono per la conquista di un mondo predefinito o generato casualmente, formato da una griglia di 100x60 caselle (perché questa era la massima risoluzione della telescrivente del sistema su cui l'autore del gioco realizzò i primi prototipi), costituite da terra, da mare o da città.
Ogni giocatore inizia controllando solo una città, ma può espandersi conquistando le città neutrali o del nemico. Ogni città può produrre vari tipi di unità militari: armate di terra, aerei, navi da trasporto e vari tipi di navi da combattimento. Ciascun tipo si contraddistingue per capacità di movimento, quantità di punti ferita e numero di turni per essere costruito. Quando una unità muove nella casella occupata dal nemico si ha un combattimento uno contro uno, dove ogni unità ha sempre il 50% di probabilità di colpire o essere colpita, fino alla distruzione di una delle due.
La mappa è nascosta da una delle prime forme avanzate di nebbia di guerra; è visibile solo il terreno che è stato esplorato, e sono visibili con certezza solo le unità nemiche che sono attualmente osservate dalle proprie; se non ci sono più unità amiche adiacenti, viene mostrata l'ultima posizione conosciuta delle unità nemiche, ma in realtà potrebbero non trovarsi più lì.

## Storia
Il gioco venne ideato da Walter Bright (ideatore anche del linguaggio D), che lo concepì inizialmente come gioco da tavolo nel 1971, traendo ispirazione da Risiko! e dal film I lunghi giorni delle aquile, dove una scena mostra i militari affaccendati a muovere pedine sopra una mappa strategica disegnata su un enorme tavolo. Bright costruì un prototipo in compensato del gioco ma non risultò praticamente realizzabile. 
Nel 1977 Bright sviluppò la prima versione software, non commerciale, sul mainframe PDP-10, con il linguaggio Fortran. All'insaputa dell'autore si diffuse anche una versione per VAX. Tentò poi con una prima versione commerciale, scritta in assembly per PDP-11, che mise in vendita per corrispondenza attraverso la rivista Byte dell'aprile 1983, ma vendette soltanto due copie.

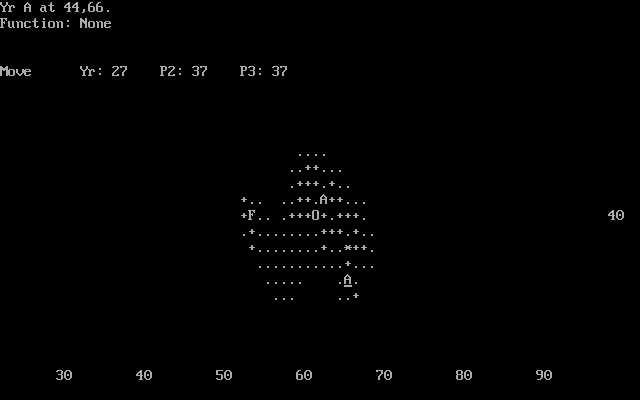
Schermata della prima versione per PC realizzata da Walter Bright, che come le versioni per mainframe era puramente testuale

La prima versione di successo la sviluppò in C per PC IBM e PCjr; sempre attraverso Byte ricevette un sorprendente numero di ordini e decise quindi di cedere il gioco in licenza a una piccola azienda specializzata, la Interstel, che nel 1987 lo produsse come Empire: Wargame of the Century per diversi personal computer, con ampio successo. Interstel ingaggiò lo sviluppatore Mark Baldwin che aggiornò il gioco introducendo l'uso del mouse e le funzioni di scorta, pattuglia e bombardamento costiero.
Interstel presentò Empire anche come un titolo spin-off della propria serie fantascientifica Star Fleet.
Bright pubblica tuttora (2014) una versione freeware per Windows sul sito ufficiale.